# Аррунт (брат Тарквиния Древнего)
Аррунт (лат. Arruns) — сын Демарата Коринфского, брат римского царя Тарквиния Древнего. По словам Дионисия Галикарнасского, был старшим сыном Демарата. Умер ещё при жизни отца, и до того, как Тарквиний Древний переехал в Рим. Оставил сына Аррунта, родившегося уже после его смерти и после смерти Демарата, не знавшего, что невестка беременна, а потому не оставившего внуку наследства.
Согласно традиции и словам Дионисия, должен был родиться после 657 до н. э. и умереть до 639 или 631 до н. э., даты переезда Тарквиния Древнего в Рим. Исследователи отмечают, что называя Аррунта старшим сыном, Дионисий ставит под сомнение собственные хронологические расчеты: по его мнению, Тарквиний прибыл в Рим в возрасте около 25 лет, царем стал около 614 до н. э. в 42 года, следовательно, родился около 656 до н. э., и временного промежутка для рождения старшего брата просто не остается. По этому поводу было высказано предположение, что Дионисий намеренно представил Аррунта основателем старшей ветви рода Тарквиниев, чтобы судьба этой «обездоленной» семьи выглядела драматичнее.